# 韋納索加 (密西西比州)
韋納索加（英語：Wenasoga）是位於美國密西西比州奧爾康縣的非建制地區。

## 歷史
韋納索加的郵局於1875年設立，其後於1973年停運。

## 地理
韋納索加所處的海拔為高於海平面144米（即472英呎），而該地所採用的時區為UTC-6，即北美中部時區（CST）。同時該地設有夏令時間，為UTC-6調快一小時，即UTC-5（CDT）。